# Helmut Hofbauer
Helmut Hofbauer (* 30. Mai 1973 in Horn, Niederösterreich) ist ein österreichischer Philosoph.

## Leben und Wirken
Helmut Hofbauer studierte Philosophie und Spanisch an der Universität Wien, arbeitete über zehn Jahre als Filmvorführer im Wiener Votiv Kino und war sechs Jahre lang Lektor der Österreich-Kooperation am Germanistischen Institut der Universität Wrocław in Breslau/Polen.
Zurzeit (2012) ist er für das Christian Doppler Labor für Diagnose und Regeneration von Herz- und Thoraxerkrankungen von Assoc.-Prof. Dr. Hendrik Jan Leonard Ankersmit an der Medizinischen Universität Wien tätig.
Im Mittelpunkt seiner philosophischen Forschung steht der einzelne Mensch, das Individuum, und dessen Möglichkeiten zu erkennen, zu handeln und mit anderen Menschen zu kommunizieren. Hofbauer hält das für ein Außenseiterthema, da sich die akademisch organisierte Philosophie gegenwärtig theoretisch bevorzugt mit größeren Einheiten (Wissenschaft, Ethik, Kultur, das „Wir“ des  politischen Handelns etc.) als dem (einzelnen) Menschen beschäftigt. Jedoch meint er, die Rückbesinnung auf den Einzelmenschen könne bisweilen zu wichtigen Korrekturen in großangelegten theoretischen Konzepten führen und Konkretes in abstrakte Entwürfe einbringen.
Wäre der Einzelmensch mit seinen Handlungsmöglichkeiten nicht Generalthema seiner Werke, so wären diese den Disziplinen Soziologie, Erkenntnistheorie, Interkulturelle Kommunikation, Germanistik und Wissenschaftstheorie zuzuordnen, und ihre Einheit wäre nicht ersichtlich.
Hofbauers Philosophieverständnis ist stark geprägt von den spanischen Philosophen Fernando Savater und José Ortega y Gasset.

## Veröffentlichungen (Auswahl)
- Bezugspunkt Gesellschaft. Über die Geselligkeit und Ungeselligkeit der Menschen. ATUT, Breslau 2005, ISBN 83-7432-045-1.
- Einladung zur Odyssee. Eine erkenntnistheoretische Reflexion über die „epische Seite der Wahrheit“. ATUT & Neisse Verlag, Breslau-Dresden 2008, ISBN 978-83-7432-349-9, ISBN 978-3-940310-33-0.
- Interkulturelle Germanistik. Regionale und kanonisierte Identitätstexte. Hg., gemeinsam mit Gudrun Heidemann und Anna Mańko-Matysiak. ATUT & Neisse Verlag, Breslau-Dresden 2008, ISBN 978-83-7432-427-4, ISBN 978-3-940310-47-7.
- Interkulturelle Kommunikation – philosophisch betrachtet. Eine (Her-)Ausführung aus der Interkulturellen Kommunikation. ATUT & Neisse Verlag, Breslau-Dresden 2009, ISBN 978-3-940310-76-7, ISBN 978-83-7432-538-7.
- Wer hat das Wissen in der Wissenschaft versteckt? 12 wissenschaftstheoretische Studien. Königshausen & Neumann, Würzburg 2011, ISBN 978-3-8260-4706-0.
- Vom ungeschützten Wort. Philosophie in der organisierten Welt. bloggingbooks (Südwestdeutscher Verlag für Hochschulschriften), Saarbrücken 2012, ISBN 978-3-8417-7022-6.
- MoralkEulen in die Ethik tragen. Studien über den Hang der Ethik zur Moral. tredition, Hamburg 2014, ISBN 978-3-8495-8121-3.
- Twisten mit dem Verstand. Philosophieren zum Zweck des geistigen Überlebens. tredition, Hamburg 2015, ISBN 978-3-7323-5170-1.
- Ist der Patient ein Mensch? Hg., gemeinsam mit Lukas Kaelin, Hendrik Jan Ankersmit und Walter Feigl. Das Buch erschien als Band 5 der Reihe "Ethik der Lebenswelten", hg. von Peter Kampits. LIT Verlag, Münster 2015, ISBN 978-3-643-50708-2.
- Überleben unter Menschen. Weiterleben mit der Restpersönlichkeit. Ein philosophischer Roman in der Form von Aphorismen. tredition, Hamburg 2017, ISBN 978-3-7345-8733-7.